# Dirty Pretty Things
Dirty Pretty Things består af: Carl Barât (forsanger og guitarist), Didz Hammond (bas), eks Libertines Gary Powell (trommer) og Anthony Rossomando (guitar), Både Carl Barât og Gary Powell har spillet med The Libertines. Bandet var en realitet i september 2005 efter opløsningen af The Libertines i 2004. Dirty Pretty Things debutalbum Waterloo to Anywhere udkom 8. maj 2006, og deres debutsingle hedder "Bang Bang, You're Dead". Bandets andet udspil Romance At Short Notice udkom 30. juni 2008, hvoraf singlen "Tired of England" er at finde. Bandet har sidenhen offentliggjort at de ville gå hver til sit. Dette blev en realitet den 1. oktober 2008, men de vil efter alt at dømme gennemføre deres planlagte 2008-tour. Dirty Pretty Things spiller derfor deres første og måske sidste koncert i Danmark fredag den 14. november 2008 i Pumpehuset, København. Sidste chance for at se Dirty spille live skulle efter sigende være den 11. december 2008 på Round Chapel, Hackney, der er sidste stop på deres tour.